# جان گوین
جان گوین (انگلیسی: John Gavin؛ زادهٔ ۸ آوریل ۱۹۳۱ – درگذشتهٔ ۹ فوریهٔ ۲۰۱۸) رزمی‌کار، دیپلمات و هنرپیشه اهل ایالات متحده آمریکا بود. وی بین سال‌های ۱۹۵۶ تا ۱۹۸۱ میلادی در سینما و تلویزیون فعالیت می‌کرد.

## فیلم‌شناسی

### فیلم
- زمانی برای عشق ورزیدن و زمانی برای مردن (۱۹۵۸)
- تقلید زندگی (۱۹۵۹)
- توری نیمه شب (۱۹۶۰)
- یک دم رسوایی (۱۹۶۰)
- روانی (۱۹۶۰)
- اسپارتاکوس (۱۹۶۰)
- میلی کاملاً مدرن (۱۹۶۷)
- تاریخ جهان، قسمت ۱ (۱۹۸۱)

### مجوعه تلویزیونی
- ویرجینیایی (۱۹۶۴)